# Ponsas
Ponsas är en kommun i departementet Drôme i regionen Auvergne-Rhône-Alpes i sydöstra Frankrike. Kommunen ligger i kantonen Saint-Vallier som tillhör arrondissementet Valence. År 2022 hade Ponsas 527 invånare.

## Befolkningsutveckling
Antalet invånare i kommunen Ponsas
Referens:INSEE